# Joshua Budziszewski Benor
Joshua Jerzy Budziszewski Benor (ur. 30 maja 1950, zm. 3 lipca 2006 w Paryżu) – polski artysta pochodzenia żydowskiego; malarz, rzeźbiarz i fotograf.
Malarstwo studiował na warszawskiej Akademii Sztuk Pięknych w pracowni prof. Stefana Gierowskiego, uzyskując dyplom w 1975 roku. W latach 1973–1976 współpracował z Marianem Boguszem. W 1988 roku wyemigrował do Izraela, skąd w 1994 roku wyjechał na stałe do Nowego Jorku.
Zajmował się malarstwem sztalugowym, ściennym i problemami malarstwa w architekturze. Był autorem kompozycji ściennych w Polsce: w Krapkowicach, na osiedlu w Lublinie, na dworcu w Mińsku Mazowieckim, w Warszawie – w Szpitalu Kolejowym i w Domu Słowa Polskiego. W ostatnich latach życia zajmował się głównie malarstwem, grafiką i fotografią oraz tworzeniem konstrukcji drewnianych.
Prace Budziszewskiego są eksponowane na stałej wystawie w Galerii Sztuki Nowoczesnej w Muzeum Narodowym w Gdańsku.
Uroczystości pogrzebowe odbyły się 5 lipca w Izraelu.

## Wystawy, realizacje, sympozja
1971
- wystawa indywidualna, Klub WSM, Warszawa

1973
- sympozjum – Górażdże-73

1974
- sympozjum – Krapkowice-74
- wystawa konkursowa „Rzeźba dla autostrady”, Barcelona, Hiszpania
- wystaw i sympozjum – „Symbioza plastyki z architekturą”, Katowice
- sympozjum – „Otmuchów – 74 – lato kwiatów”
- sympozjum – Opole – 74

1975
- wystawa – „Pejzaż Mazowiecki”, Muzeum Narodowe w Warszawie
- wystawa pokonkursowa – „Muzyka i taniec”, Bandol, Francja
- wystawa i sympozjum – Kędzierzyn – 75
- wystawa pokonkursowa – „Środowisko, w którym żyjemy” – opracowanie plastyczne Rynku w Krapkowicach – praca zbiorowa (I nagroda) i opracowanie plastyczne Cementowni Górażdże – praca zespołowa, Zachęta, Warszawa
- wystawa  „Warszawa w sztuce”, Dom Artysty Plastyka, Warszawa
- realizacja malarstwa ściennego w ramach otwartej Galerii XXX-lecia, Krapkowice
- wystawa Koła Młodych, Arsenał, Poznań
- wystawa pokonkursowa – „Rzeźba dla parku”, Galeria Uffizi, Florencja, Włochy

1976
- wystawa indywidualna, Galeria Sztuki Współczesnej, Warszawa
- wystawa indywidualna, Klub Międzynarodowej Prasy i Książki, Lublin
- realizacja malarstwa ściennego w ramach Lubelskich Spotkań Plastycznych-76
- wystawa indywidualna – Klub FZSMP, Pruszków
- VI Festiwal Sztuk Pięknych, Zachęta, Warszawa
- wystawa BWA – „Ars aqua”, Katowice

1977
- Pruszkowskie Plener Plastyczny – Pruszków
- realizacja malarstwa ściennego SWB, Warszawa
- wystawa Koła Młodych, Galeria MDM, Warszawa

1978
- realizacja malarstwa ściennego w Szpitalu Kolejowym w Warszawie
- wystawa indywidualna malarstwa, Galeria Zapiecek, Warszawa

1979
- wystawa „Warszawa w sztuce”, MRDz, Zachęta, Warszawa
- realizacja malarstwa ściennego, Dworzec PKS, Mińsk Mazowiecki
- wystawa problemowa „Elementy”, Galeria Interpress, Warszawa
- Międzynarodowa Kolekcja dla dzieci z Lasek, Warszawa

1980
- wystawa indywidualna malarstwa, galeria Zapiecek, Warszawa
- realizacja malarstwa ściennego, mozaiki w Domu Słowa Polskiego, Warszawa
- wystawa okręgowa, Zachęta, Warszawa
- „Spotkania 80”, Słupsk

1981
- wystawa w Galerii 72, Chełm

1983
- wyswata w HUB Gallery, Pennsylvania State University, University Park
- wystawa w Ferm Gallery, Malmö, Szwecja
- wystawa w Galerii 72, Chełm

1984
- wystawa w Art Nova Gallery, Göteborg, Szwecja
- wystawa w Galerii Zapiecek, Warszawa
- wystawa w Konstruktiv Tendens Gallery, Sztokholm, Szwecja

1985
- wystawa w Galerii W Pasażu, Wrocław
- wystawa w Ferm Gallery, Malmö, Szwecja
- wystawa w Art Nova Gallery, Göteborg, Szwecja

1986
- wystawa w Miejskiej Galerii Sztuki Współczesnej, Bydgoszcz
- wystawa w prywatnej rezydencji Attaché Kulturalnego Ambasady RFN w Warszawie

1987
- wystawa fotografii w Stowarzyszeniu Architektów w Warszawie
- wystawa w Krzysztoforach, Kraków
- wystawa w Galerii Arsenał, Białystok
- wystawa w Miejskiej Galerii  Sztuki Współczesnej, Galeria Rzeźby, Warszawa

1988
- wystawa w Żydowskim Instytucie Historycznym, Warszawa

1989
- wystawa na Uniwersytecie Hebrajskim, Akademii Sztuk Pięknych Bezalel, Jerozolima, Izrael

1990
- wystawa w Ganei Ha Tarucha, Tel Awiw, Izrael
- wystawa fotografii w Stowarzyszeniu Malarzy i Rzeźbiarzy, Tel Awiw, Izrael
- wystawa w Domu Artystów, Jerozolima, Izrael

1991
- wystawa w Jaakov Vav Gallery, Tel Awiw, Izrael

1992
- wystawa fotografii Marsz życia w Hotelu Shearton w Nowym Jorku, USA
- wystawa w Israel Discount Bank, Tel Awiw, Izrael
- wystawa w Galerii 72, Chełm

1993
- wystawa w Art Gallery, Netanja, Izrael

1994
- wystawa pt. Recent Works After New York, Studio, Tel Awiw, Izrael

1995
- wystawa pt. Recent Works na Uniwersytecie Augsburskim, Augsburg, Niemcy

1996
- wystawa pt. Recent Works w Ratuszu NYC, Nowy Jork, USA